# Stichting Biowetenschappen en Maatschappij
Stichting Biowetenschappen en Maatschappij draagt bij aan het vormen van een geïnformeerde mening door een helder en compleet overzicht te bieden van de huidige stand van zaken, de ontwikkelingen en toekomstperspectieven binnen gezondheid, natuur en milieu en de gevolgen hiervan voor de Nederlandse maatschappij. Stichting Biowetenschappen en Maatschappij is onafhankelijk en presenteert al sinds 1969 thema's binnen de  biowetenschappen op een neutrale manier, met bijdragen van toponderzoekers en experts uit het vakgebied.

## Oprichting
Het initiatief tot de Stichting is genomen door de toenmalige prinses Beatrix en prins Claus, die onder de indruk waren van de nieuwe ontwikkelingen, de vergaande mogelijkheden en maatschappelijke implicaties op het bio-medische vlak.
Als benaming koos men voor "Biowetenschappen en Maatschappij". Onder biowetenschappen verstond men de wetenschap over het leven en levensprocessen. Speerpunten in de begintijd waren de opkomende genetica en nieuwe ontwikkelingen op gebieden als celbiologie, moleculaire biologie, geboortetechnologie en dergelijke.
Prins Claus had vanaf het begin zitting genomen in het bestuur, dat onder leiding van Jo Cals van start was gegaan. Andere toenmalige bestuursleden waren Dick van Bekkum, Jan Lever, en M. Albrecht, sociaal directeur van Koninklijke Hoogovens. De Stichting presenteerde zich in 1972 voor het eerst aan het grote publiek. Voormalig minister Marga Klompé was toen voorzitter van het dagelijks bestuur. Prins Friso is vanaf 2006 tot aan zijn overlijden vice-voorzitter van het bestuur van de stichting geweest.
Jaap van Dissel en Bruno Bruins brachten in april 2020 een boek uit over besmettelijke ziekten tijdens de coronacrisis in Nederland.

## Missie
De in 1969 geformuleerde missie van deze stichting is altijd gebleven: In brede kring het inzicht te bevorderen in de actuele en toekomstige ontwikkeling en toepassing der biowetenschappen, in het bijzonder met het oog op de betekenis en gevolgen van deze ontwikkeling voor mens, dier en maatschappij.
De Stichting wil deze doelstelling nastreven door zo veel mogelijk geïnteresseerde Nederlanders te helpen bij het vormen van hun mening over uiteenlopende thema’s binnen de biowetenschappen.
De twee belangrijkste middelen, waarmee de doelstelling van de stichting worden nagestreefd, zijn:
- het publiceren van cahiers en paperbacks; beknopte door specialisten geschreven boeken
- het verstrekken van leermiddelen voor het voortgezet onderwijs

Beiden worden via de website van de stichting verspreid. Er zijn ook artikelen geschreven voor de landelijke dagbladen zoals NRC Handelsblad.

## Cahiers
Vanaf de oprichting is het streven geweest om vier cahiers per jaar te produceren. Dat is vanaf 1972 voor de meeste jaren gelukt en vanaf 2002 tot 2018 voor alle jaren. Een selectie, in chronologische volgorde, van Biowetenschappen en Maatschappij:
- RF Beerling, et al. Zeven commentaren op het rapport van de Club van Rome. Utrecht, 1972
- IF Simon-Licht, ea. Allergie. Leiden, 1983
- PR Wiepkema, RE Ballieux ea. Stress. Leiden, 1990
- J Joosse. Broze botten: osteoporose en wat ertegen te doen is. 2004
- D Bär ea. Brein in beeld : beeldvorming bij hersenonderzoek. Den Haag, 2009
- J van Everdingen ea. Je nier of mijn leven! 2014
- Plastic; van zegen tot vloek. 2019
- J van Dissel, B Bruins ea. Help, ik ben besmet! 2020